# Vektor R4/R5/R6
Vektor R4/R5/R6 je série útočných pušek z 80. let 20. století, vyráběných v Jihoafrické republice. Tato série je modernizací izraelské pušky IMI Galil.

## Varianty
Puška byla vyráběna v šesti verzích:
- R4 – standardní automatické provedení vycházející z pušky Galil AR

- LM4 – verze R4 v poloautomatické verzi

- R5 – zkrácená automatická verze R4 vycházející z pušky Galil SAR

- LM5 – verze R5 v poloautomatické verzi

- R6 – zkrácená automatická verze R5 vycházející z pušky Galil MAR

- LM6 – verze R6 v poloautomatické verzi